# 고명중학교
고명중학교(高明中學校)는 대한민국 서울특별시 성북구 돈암동에 있는 사립 중학교이다.

## 학교 연혁
- 1939년 3월 : 홍아실무학원 개원(서울시 종로구 연건동 37번지)
- 1946년 5월 20일 : 서울고등학원 개원(서울시 종로구 연건동 37번지)
- 1950년 5월 20일 : 재단법인 고명학원 설립(서울시 종로구 연건동 37번지), 전병온 선생 사재 희사(부동산 토지 17만평), 설립자 전병온 선생 재단 이사장에 취임
- 1950년 6월 25일 : 사변으로 인하여 재단사무소 대구로 피난
- 1952년 7월 : 이사장 전병온 선생 연고물 보존 및 학교부지 물색 등 재건에 착수
- 1954년 3월 : 현교지로 이전(서울 성북구 돈암동 45-88)
- 1954년 6월 : 설립자 전병온 선생 사재로 연고물 서울시 종로구 연건동 37(연화 2층 110평 대지 79평) 소재 건물 불하받아 재단에 기증 증자
- 1955년 3월 15일 : 고명중학교 설립 인가(학급수 6학급), 제1대 교장 이관구 선생 취임
- 1959년 3월 : 고명중학교 교사 증축공사 완공(연와조 2층 연건평 213평)
- 1964년 1월 24일 : 학교법인 고명학원으로 조직 변경(재단법인에서 학교법인으로 조직 변경)
- 1974년 10월 2일 : 체육관 969평 확장
- 1990년 11월 24일 : 대강당 준공(294평)
- 1999년 11월 19일 : 후생관(급식실) 증축 준공(연건평 768m2 2층)
- 2021년 3월 1일 : 고명중학교 제10대 교장 주정원 선생 취임
- 2021년 7월 1일 : 제7대 이사장 최장자 선생 취임
- 2023년 2월 10일 : 제74회 졸업생 145명(누계 17,513명)

## 참고 자료
- 고명중학교 - 한국교육학술정보원 학교알리미